# 多鱗球麗魚
多鱗球麗魚（学名：Tylochromis polylepis）為輻鰭魚綱鱸形目隆頭魚亞目慈鯛科的其中一種，分布於非洲坦干伊喀湖及Lukuga河流域，體長可達43.5公分，棲息在沿岸淺水域，以昆蟲、甲殼類、植物碎屑等為食，生活習性不明，可作為觀賞魚。
其种加词“polylepis”意为“多鳞的”。